# Vogelfrei

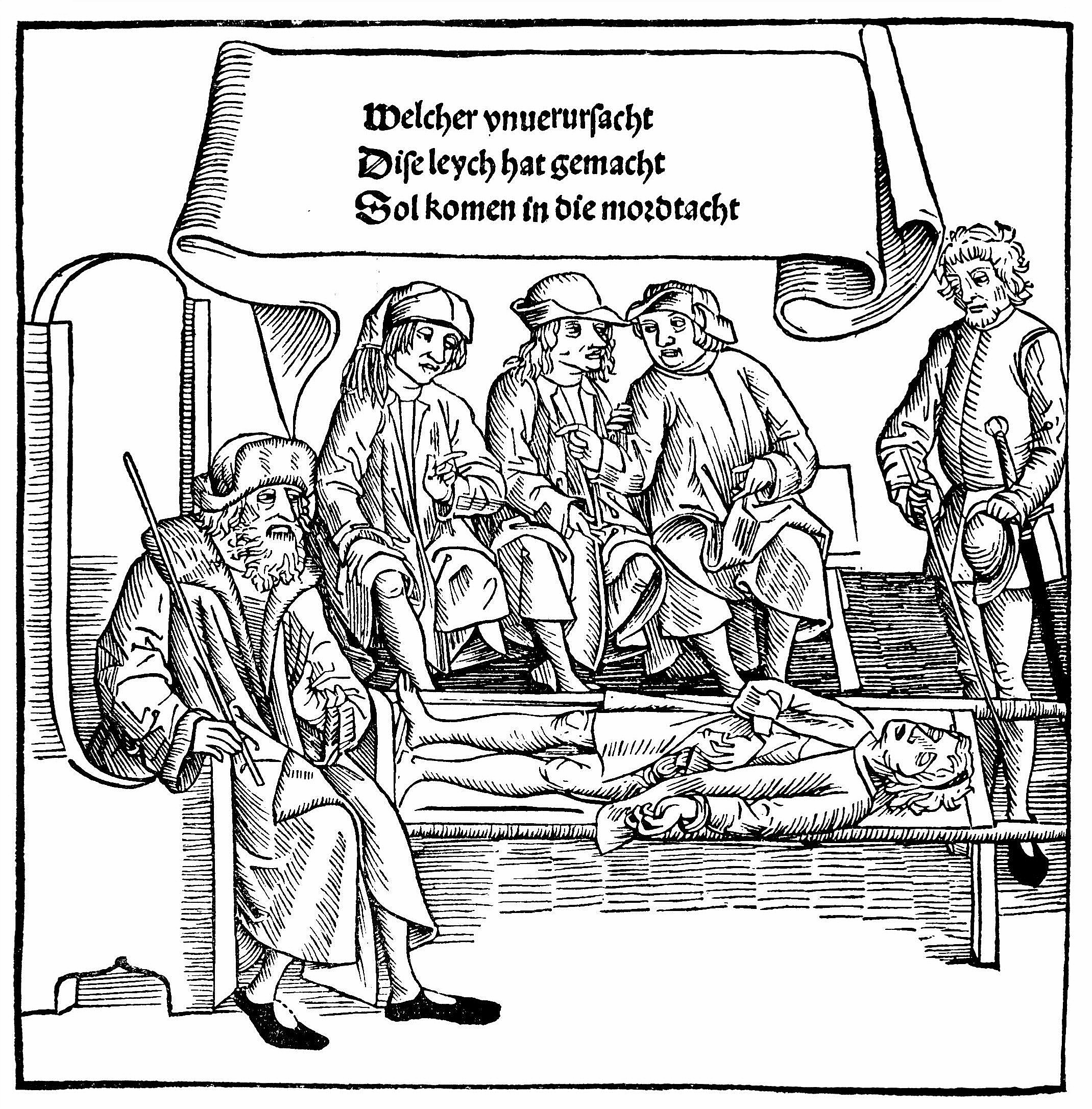
Объявление вне закона за убийство. Иллюстрация из Bamberger Halsgerichtsordnung (1507)

Vogelfrei — немецкое выражение, которое буквально значит «свободный, как птица», а смысл которого — объявленный вне закона, нищий, бесприютный бродяга и т.п. Значение этого выражения достаточно близко к значению русского выражения «на птичьих правах».

## История
Изначально выражение vogelfrei действительно означало «свободен, как птица». Так, в документе 1455 года сказано, что монахи монастыря в Бухенау были vogelfrei, поскольку они платили только один пфенниг в год.
Но затем смысл выражения изменился. В уголовном своде (Peinliche Halsgerichtsordnung) Бамберга 1507 года приведены такая формула объявления вне закона:

Так как тебя по закону осудили за убийство, то я изымаю твое тело и имущество из-под защиты закона и объявляю тебя бесправным, как птицы в воздухе, звери в лесу и рыбы в воде, и ни на какой дороге и ни в каком страже под властью императора или короля не будешь иметь ни мира, ни спутника.
Оригинальный текст (нем.)als du mit urteil u. recht zu der mordacht erteilt worden bist, also nim ich dein leib u. gut aus dem fride und thu sie in den unfrid und künde dich erlös u. rechtlos und künde dich den vögeln frei in den lüften und den tieren in dem wald und den vischen in dem waßer und solt auf keiner straßen noch in keiner mundtat, die keiser oder künig gefreiet haben, nindert fride noch geleit haben

Аналогичной была формула объявления вне закона, использовавшаяся фемическим судом Вестфалии:

Он должен быть свободен, как звери в лесу, птицы и рыбы, что плавают в воде, чтобы никто не отвечал за преступление, совершенное против него.
Оригинальный текст (нем.)Frei soll er sein, wie die Tiere im Wald, die Vögel und die Fische, den vischen im waßer, so daß niemand gegen ihn einen frevel begehen kann, dessen er büßen dürfe

Так понятие vogelfrei обрело современное значение. Например, в работе Карла Маркса «Капитал» сказано:

Люди, изгнанные вследствие роспуска феодальных дружин и оторванные от земли то и дело повторяющейся, насильственной экспроприацией, — этот поставленный вне закона [vogelfrei] пролетариат поглощался нарождающейся мануфактурой далеко не с такой быстротой, с какой он появлялся на свет. С другой стороны, люди, внезапно вырванные из обычной жизненной колеи, не могли столь же внезапно освоиться с дисциплиной своей новой обстановки. Они массами превращались в нищих, разбойников, бродяг — частью из склонности, в большинстве же случаев под давлением обстоятельств. Поэтому в конце XV и в течение всего XVI века во всех странах Западной Европы издаются кровавые законы против бродяжничества. Отцы теперешнего рабочего класса были прежде всего подвергнуты наказанию за то, что их превратили в бродяг и пауперов.